# Borda (månekrater)
Borda er et nedslagskrater på Månen. Det befinder sig på Månens forside og er opkaldt efter den franske matematiker og fysiker Jean C. Borda (1733 – 1799).
Navnet blev officielt tildelt af den Internationale Astronomiske Union (IAU) i 1935. 
Observation af krateret rapporteredes første gang i 1834 af Johann Heinrich von Mädler. 

## Omgivelser
Bordakrateret ligger mellem Santbechkrateret mod nord-nordvest og Reichenbachkrater lidt længere væk i retning syd-sydøst.

## Karakteristika
Borda har en lav rand, som er brudt langs den sydøstlige side af et mindre krater. Der er også gjort indhak i randen af et andet lille krater langs den sydvestlige side, og der er en irregulær kløft langs den nordvestlige yderside. I kraterbundens midte findes en central top.

## Måneatlas
- Billeder af Bordakrateret i LPI-måneatlasset